# Gérard de Sède
Gérard de Sède   (17è districte de París, 5 de juny de 1921 - Désertines, 30 de maig de 2004) Géraud-Marie de Sède, baró de Lièus va ser un escriptor, periodista i historiador occità, que va signar amb el pseudònim o nom de ploma de Gérard de Sède, i que va formar part de diverses organitzacions afins al moviment surrealista. Va néixer en una família aristocràtica de Comenge, fill de Marcel Alfred Gustave de Sède, baró de Lièus i cosins germans d'Aimée de Sède de Lièus. El pare de De Sède era l'editor principal del diari catòlic Le Courrier du Pas-de-Calais, propietat de la família De Sède.
De Sède va ser autor de més de 20 llibres i va col·laborar amb articles a diverses revistes, utilitzant de vegades els pseudònims Pumaz, Allard, Gillot i Simon. És conegut, sobretot, pel seu llibre titulat L'Or de Rennes, ou La Vie insolite de Bérenger Saunière, curé de Rennes-le-Château ("L'or de Rennes o L'estranya vida de Bérenger Saunière, sacerdot de Rennes-le- Château"), publicat el 1967. Com a edició de butxaca va aparèixer el 1968, ara titulat Le Trésor Maudit de Rennes-le-Château ("El tresor maleït de Rennes-le-Château"). L'any 1977 es va publicar una versió revisada i actualitzada titulada Signé: Rose+Croix .

## Biografia
Després d'aprovar el batxillerat, de Sède va començar a estudiar dret i lletres, on va conèixer la seva futura esposa, Marie-Andrée, a la Universitat de la Sorbona. Va ser durant aquest període quan va establir contactes amb els artistes surrealistes i va començar a produir les seves primeres obres.
El 1941, va ser membre del grup surrealista La Main à Plume, que va rebre el nom d'una expressió d'Arthur Rimbaud, "La main à plume vaut la main à charrue" ("La mà que escriu és igual a la mà que llaura").
El grup va publicar una sèrie de fulletons. El seu tercer número, del 1943, incloïa L'Incendie habitable ("L'incendi habitable") de Gérard de Sède.
Gérard de Sède va estar actiu a la guerra durant l'ocupació alemanya de París, treballant amb les Forces Françaises de l'Intérieur (FFI), per les quals va rebre dues citacions. Va ser empresonat pels alemanys a Borges de Berric (Bourges).
En temps de la resistència, de Sède es va alinear amb els trotskistes.
De Sède es va casar amb Marie-Andrée, comunament coneguda com "Sophie", el febrer de 1947, que havia estat la seva companya a la resistència. Gerard De Sede aleshores va decidir estudiar filosofia i es va convertir en deixeble de Gaston Bachelard, que el va influenciar per escriure la tesi sobre Jean-Jacques Rousseau.
A principis de la dècada de 1950, De Sède es va associar amb els poetes Nazim Hikmet i Edouard Glissant, i amb el filòsof Henri Lefebvre. Al mateix temps, va restablir el contacte amb André Breton.
Atret per la política del mariscal Tito, de Sède es va traslladar a Iugoslàvia amb la seva dona i els seus fills. En tornar a França, va ocupar diversos llocs de treball en l'àmbit del periodisme, abans de deixar-ho per fer-se agricultor.

## Gisors

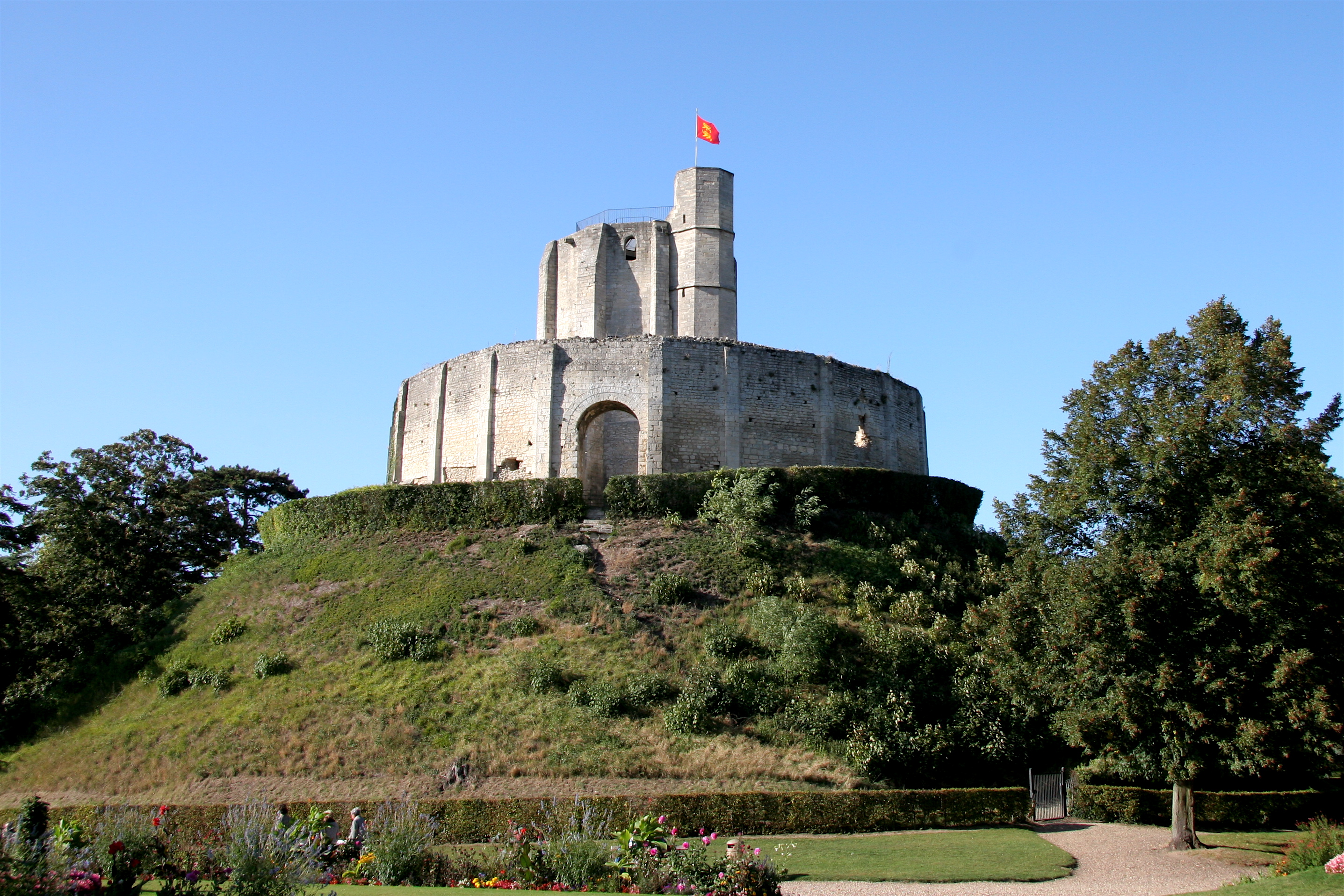
Torre mestra del Castell de Gisors, del segle XIII

Va ser durant la seva nova etapa com a pagès que va treballar i va conèixer a Roger Lhomoy, que havia treballat des del 1929 com a guia turístic al Castell de Gisors, a Normandia, i que li va assegurar haver descobert, sota la torre mestre del castell, el març de 1946, un secret. Aquest misteri va resultar ser l'entrada a un llarg soterrani, de trenta metres de llargada, nou metres d'amplada i, aproximadament, quatre metres i mig d'alçada que, segons les seves suposicions, duia a una capella subterrània, dedicada a Santa Caterina. Lhomoy, a més, afirmava que el recinte contenia dinou sarcòfags de pedra, cadascun de dos metres de llargada i seixanta centímetres d'amplada, amb 30 cofres de ferro, disposats en columnes de deu que, en la seva opinió, devien ser el famós tresor perdut dels templers. Aquesta informació va inspirar Gérard de Sède a escriure un article de revista sobre l'afer de Gisors, que va cridar l'atenció de Pierre Plantard, que va contactar-lo. De Sede i Plantard van acabar col·laborant i publicant el llibre Les Templiers sont parmi nous, ou, L'Enigme de Gisors ("Els templers estan entre nosaltres o L'enigma de Gisors"), que es va publicar l'any 1962, i que contenia referències al Priorat de Sió. Tanmateix, Lhomoy va ser finalment desacreditat quan, el 1964, una excavació oficial va explorar l'entrada i va emetre un resultat diferent. Amb tot, Philippe de Chérisey, amic i associat de Pierre Plantard, va afirmar més tard, el 1978, que la capella subterrània, en realitat, contenia "30 cofres de ferro dels arxius del Priorat de Sió".

## L'Or de Rennes
De Sède i Plantard van col·laborar després en el tema de Rennes-le-Château, donant lloc a la publicació del llibre titulat L'Or de Rennes el 1967.
Originalment, aquest llibre parteix d'un manuscrit antic d'en Pierre Plantard, que no va trobar un editor per ser publicat, i que acabarà reescrit per en Gérard de Sède. L'Or de Rennes presenta un estudi sobre el religiós Bérenger Saunière i la seva troballa misteriosa a la Torre Magdala de la vila de Rènnas del Castèl. El llibre reprodueix dos "pergamins" que, segons afirmen els investigadors, van ser descoberts pel sacerdot Saunière. Tanmateix, hi ha qui sosté que, en realitat, els pergamins són falsificacions realitzades per Philippe de Chérisey.
En tot cas, l'argument central de L'Or de Rennes és que en Saunière va trobar els pergamins, que demostren que el llinatge del darrer rei merovingi, Dagobert II, assassinat el 23 de desembre del 679 dC, no va finalitzar amb ell, com es creu. Els pergamins donen a entendre que el fill del rei va escapar de la massacre i es va refugiar a Rènnas del Castèl, on va continuar la nissaga reial amb descendència abans de ser enterrat, el 758 dC, a la cripta de l'església. Aquests documents genealògics parlen i donen a conèixer, en un grau excepcional, al Priorat de Sió, una organització secreta que hauria estat treballant tots aquests segles, secretament, per revertir les usurpacions carolingies i capetes de la corona i per al reconeixement de la legitimitat de la descendència merovingia al tron de França. Pierre Plantard afirmava descendir de Dagobert II. La teoria, a més, sustenta que la filla de Jesucrist i de Maria Magdalena, desplaçada a Occitània, va contraure matrimoni amb el primer monarca merovingi, i que els seus descendents serien, per tant, segons aquesta hipòtesi, els autèntics hereus de la Corona capeta, emparentats amb l'estament més sagrat del cristianisme per la sang de Crist a través del Grial (el sant calze d'on Jesús i els seus apòstols van beure el vi consagrat del Sant Sopar); amb tot plegat, s'advocava a favor de la tesi d'una genealogia merovíngia, que hauria convertit en legitima una reivindicació al tron dels seus regnes catalans, occitans i francesos.
De Sède i Plantard es van acabar enfrontant pels drets d'autor dels llibres relacionats amb L'Or de Rennes i mai van tornar a treballar junts, al mateix temps que Philippe de Chérisey va anunciar que els "pergamins" eren creació seva, que més tard va elaborar en un document inèdit de 1978, titulat L' Énigme de Rennes, afirmant que els va fer originalment pel seu amic Francis Blanche, com a material per a una sèrie de ràdio francesa, titulada Signé Furax. Tanmateix, la història sobre els pergamins ja la trobem, prèviament, en un document de 1977, de Jean Delaude, titulat Le Cercle d'Ulysse.
L'Or de Rennes va tenir un impacte durador en el guionista britànic Henry Lincoln, que va llegir el llibre mentre estava de vacances a Cévennes, el 1969, i que el va portar a inspirar tres documentals de la BBC Two, per a la sèria Chronicle. També va aportar part del seu material al best-seller publicat el 1982, titulat Holy Blood, Holy Grail (publicat als Països Catalans en castellà com "El enigma sagrado", Ed. Martínez Roca".).
Aquest llibre, al seu torn, va ser utilitzat com a material font per a la novel·la més venuda del 2003, de Dan Brown, titulada The Da Vinci Code (als Països Catalans, tiulada "El covid da Vinci").

## Anys posteriors
Gérard de Sède va tornar al tema de Bérenger Saunière a finals dels anys vuitanta, quan va escriure Rennes-le-Château: le dossier, les impostures, les phantasmes, les hypothèses, descomptant el material relacionat amb Plantard, que havia aparegut durant els 20 anys anteriors. Va afirmar que Saunière va obtenir la seva riquesa de membres de la nissaga dels Habsburg, a canvi de pergamins que contenien "secrets polític-genealògics" sobre la descendència del rei Lluís XVII. Va afirmar que el "romance merovingi" era una paròdia on Dagobert II reemplaça a Lluís XVI, el seu fill Sigebert IV substitueix Lluís XVII i Pierre Plantard equival a Charles-Guillaume Naundorff.
Gérard de Sède després es va traslladar a Nicaragua, i després a Bèlgica, abans de tornar a França, durant els anys noranta.
Gérard de Sède va morir a Disertines (Montleçon, Occitània), el dissabte 29 de maig de 2004, el taüt de Gerard de Sède va ser drapat amb la bandera de la Unió Soviètica. Va ser enterrat a Lieoux.

## Priorat de Sió
En un documental de televisió, de l'any 2005, el fill de Gerard de Sede, Arnaud de Sede, va reiterar amb rotunditat que el seu pare i Plantard havien inventat l'existència del Priorat de Sió. Arnaud de Sède, al programa, va afirmar, literalment, que el tema "és una embolic absolut".

## Obres
- Gérard de Sède, L'Incendie habitable (París: La Main à Plume, 1942).
- Gérard de Sède, Petite Encyclopédie des grandes Familles (amb Sophie de Sède, París: Société des Éditions modernes). Sense data.
- Gérard de Sède, Les Templiers sont parmi nous, ou, L'Enigme de Gisors (París: René Julliard 1962). Reimprès per Éditions J'ai lu l'any 1968. Edició revisada i modificada per Plon el 1976. ISBN 2-259-00116-5ISBN2-259-00116-5
- Gérard de Sède, Le Trésor Cathare (París: René Julliard, 1966).
- Gérard de Sède, L'Or de Rennes, ou La Vie insolite de Bérenger Saunière, curé de Rennes-le-Château (amb Sophie de Sède, París: René Julliard, 1967). També publicat per Le Cercle du Nouveau Livre d'Histoire, 1967.
- Gérard de Sède, Pourquoi Prague? Le Dossier Tchecoslovaque 1945-1968 (amb Antoine Berman, François Lourbert, Michel Abrami, París: J. Tallandier, 1968).
- Gérard de Sède, Le Trésor Maudit de Rennes-le-Château (amb Sophie de Sède, París: Éditions J'ai lu. Sèrie "L'Aventure mystérieuse", 1968).
- Gérard de Sède, Magie à Marsal (amb François Lourbet, París: René Julliard, 1969)
- Gérard de Sède, La Race Fabuleuse, Extra-Terrestres Et Mythologie Mérovingienne (París: Éditions J'ai lu, 1973).
- Gérard de Sède, Le secret des Cathares (París: Éditions J'ai lu, 1974).
- Gérard de Sède, Le Vrai dossier de l'énigme de Rennes, réponse à M. Descadeillas, avec des documents inédits (Vestric: Éditions de l'Octogone, Collection Le Douzième arcane, 1975).
- Gérard de Sède, Aujourd'hui, les nobles (París: Alain Moreau, 1975).
- Gérard de Sède, Le Mystère gothique: des ruines aux cathédrales (París: Éditions Robert Laffont, 1976).
- Gérard de Sède, Henri Boudet ou le jouer de Meaux. Pròleg a Henri Boudet, La Vrai Langue Celtique et le Cromleck de Rennes-les-Bains (París: Éditions de la Demeure Philosophale, 1978).
- Gérard de Sède, Le Sang des Cathares: l'Occitanie rebelle du Moyen âge (París: Plon, 1976). Reimprès per París: Presses pocket, 1978.
- Gérard de Sède, Du trésor de Delphes à la tragédie Cathare (Pygmalion, 1976)ISBN 2-85704-038-5
- Gérard de Sède, Signé: Rose+Croix: l'énigme de Rennes-le-Château (amb la col·laboració de Michèle Deuil, París: Plon, 1977).
- Gérard de Sède, Fàtima: enquête sur une Imposture (París: Alain Moreau, 1977).
- Gérard de Sède, L'Étrange univers des Prophètes (París: Éditions J'ai lu, 1977).
- Gérard de Sède, La Rose-Croix (París: Éditions J'ai lu, 1978).
- Gérard de Sède, Saint-Émilion insolite (Saint-Émilion: Office de tourisme-syndicat d'initiative, 1980).
- Gérard de Sède, 700 ans de révoltes Occitanes (París: Plon, 1982).ISBN 2-259-00943-3ISBN2-259-00943-3
- Gérard de Sède, Rennes-le-Château: le dossier, les impostures, les phantasmes, les hypothèses (París: Robert Laffont, col·lecció Les Énigmes de l'univers, 1988).ISBN 2-221-05522-5ISBN2-221-05522-5
- Gérard de Sède, L'Occultisme dans la Politique (amb Sophie de Sède; París: Robert Laffont, 1994).ISBN 2-221-07561-7ISBN2-221-07561-7
- Gérard de Sède, Vues hérétiques sur l'héraldique: le blason, son écriture, son symbolisme et sa phonétique (amb Sophie de Sède, París: Éditions Dervy, 2003).ISBN 2-84454-172-0ISBN2-84454-172-0